# M&Aシニアエキスパート
M&Aシニアエキスパートとは、中小企業の友好的M&Aを支援する専門家としてのスキルを認定するM&A資格。一般社団法人金融財政事情研究会が認定する。金融財政事情研究会が認定する事業承継・M&Aエキスパート資格の上級認定資格。
中小企業の事業承継問題解決のためのM&Aに精通していることを認定し、健全な中小企業M&A市場の育成を目的とする。

## 受験資格
- きんざいと日本M&Aセンターが運営する3日間のM&Aシニアエキスパート養成スクールの修了者
- M&Aシニアエキスパート養成スクールにも受講資格があり、下記のいずれかに該当する者が受講できる。

1. 事業承継・M&Aエキスパート認定者（試験合格者）
2. 弁護士・税理士・公認会計士
3. 銀行・信用金庫・信用組合・証券会社・生命保険会社において法人営業経験が5年以上あり、現在も在籍中であること
4. 会計事務所で5年以上の実務経験があり、現在も在籍中であること
5. 1級ファイナンシャル・プランニング技能士